# Pakistanische Cricket-Nationalmannschaft in Irland in der Saison 2018
Die Tour der pakistanischen Cricket-Nationalmannschaft nach Irland in der Saison 2018 fand vom 11. bis zum 15. Mai 2018 statt. Die internationale Cricket-Tour war Bestandteil der Internationalen Cricket-Saison 2018 und umfasste einen Test. Pakistan gewann die Test-Serie 1–0. Es umfasste den ersten Test Irlands, das damit zur elften Testnation aufstieg.

## Vorgeschichte
Für beide Mannschaften war es die erste Tour der Saison. Irland hatte am 22. Juni 2017 zusammen mit Afghanistan den Test-Status erhalten. Es war die erste Erhebung einer Mannschaft zur Testnation seit dem Aufstiegs Bangladeschs im Jahr 2000. Am 27. April wurde bekanntgegeben, dass sich Sky Sports und RTÉ die Übertragungsrechte der irischen Heimspiele der Saison 2018 für 1,8 Millionen Euro gesichert haben. Pakistan trug zur Vorbereitung zwei Spiele in England gegen englische Counties aus, da es nach dieser Tour eine Test-Serie in England fortsetzte.

## Stadion
Das folgende Stadien wurde für die Tour als Austragungsort vorgesehen und am 21. November 2017 bekanntgegeben.
| Stadion                      | Stadt    | Kapazität | Spiele  |
| ---------------------------- | -------- | --------- | ------- |
| Malahide Cricket Club Ground | Malahide | 11.500    | 1. Test |

## Kaderlisten
Pakistan benannte seinen Kader am 15. April. Irland benannte seinen Kader am 4. Mai.
| Test | Test |
| Irland | Pakistan |
| --- | --- |
| - William Porterfield (K) - Andrew Balbirnie - Ed Joyce - Tyrone Kane - Andy McBrine - Tim Murtagh - Kevin O’Brien - Niall O’Brien (wk) - Boyd Rankin - Nathan Smith - Paul Stirling - James Shannon - Stuart Thompson - Gary Wilson (wk) - Craig Young | - Sarfaraz Ahmed (K, wk) - Asad Shafiq - Azhar Ali - Babar Azam - Faheem Ashraf - Fakhar Zaman - Haris Sohail - Hasan Ali - Imam-ul-Haq - Mohammad Abbas - Mohammad Amir - Rahat Ali - Saad Ali - Sami Aslam - Shadab Khan - Usman Salahuddin |

## Test in Malahide
| 11. – 15. Mai Scorecard | Malahide | Pakistan 310-9d (96) & 160-5 (45) | – | Irland 130 (47.2) & 339 (129.3) (f/o) |
|                         |          | Pakistan gewinnt mit 5 Wickets    |   |                                       |

Obwohl der Test ursprünglich für 5 Tage angesetzt wurde, fiel der erste Tag wegen starken Regens aus und dementsprechend wurde er innerhalb von 4 Tagen ausgespielt.